# ماریا فیرداخ
ماریا فیرداخ (هلندی: Maria Vierdag؛ ۲۲ سپتامبر ۱۹۰۵ – ۱۷ ژوئیه ۲۰۰۵) شناگر زن اهل هلند بود.
وی در مسابقات کشوری و بین‌المللی در مجموع برندهٔ ۲ مدال طلا، ۲ مدال نقره شده‌است.